# Gladys Guichard
Gladys Guichard ist eine ehemalige Schweizer Basketballspielerin.

## Karriere
Guichard nahm mit der Schweizer Basketballnationalmannschaft der Damen an der Europameisterschaft 1950 in Budapest teil. In den Spielen gegen die Tschechoslowakei (16:70), die Niederlande (29:30), Italien (18:61), Israel (28:21), Österreich (28:26), Rumänien (27:34) und Belgien (29:32) erzielte die Schweizerin keine Punkte. Ausserdem nahm Guichard mit der Nationalmannschaft an der ersten Weltmeisterschaft 1953 in Santiago de Chile teil. In den Spielen gegen Chile (28:37), Kuba (28:32), Mexiko (25:40), Peru (26:34) und erneut Kuba (17:5) erzielte die Schweizerin zwölf Punkte.